# Spar- und Kreditbank Karlsruhe
Die Spar- und Kreditbank eG mit Sitz in Karlsruhe gehörte als Genossenschaftsbank zur Finanzgruppe Volksbanken Raiffeisenbanken und war somit der Sicherungseinrichtung des  Bundesverbandes der Deutschen Volksbanken und Raiffeisenbanken e. V. (BVR) angeschlossen. Das Geschäftsgebiet der Spar- und Kreditbank eG war Karlsruhe.
Im Juni 2017 beschlossen die Mitgliederversammlungen der beiden beteiligten Banken die Fusion der Spar- und Kreditbank Karlsruhe mit der Volksbank Karlsruhe rückwirkend zum 1. Januar 2017, wobei die fusionierte Bank die Firmierung der Volksbank Karlsruhe weiterführt. Operativ wurde die Fusion Ende Oktober 2017 wirksam.

## Geschichte
Die Geschichte der Spar- und Kreditbank eG ging zurück bis in das Jahr 1924. Am 17. Dezember 1924 erfolgte die Gründung der späteren Spar- und Kreditbank eG unter der Firmierung „Darlehenskasse eG mit unbeschränkter Haftpflicht“. 1938 änderte die Bank ihre Firmierung in „Spar- und Kreditbank eG Karlsruhe“ mit beschränkter Haftpflicht.

## Gesellschaftliches Engagement
Die Bank förderte regionales Sozialwesen, Sport, Kultur und Jugendarbeit. Damit einbegriffen waren u. a. Kooperationen mit Vereinen und Schulen sowie gemeinnützigen Institutionen.